# Festival France Cinéma de Florence 1986-2008
France Cinéma a été le plus long et le plus important festival cinématographique italien consacré au cinéma français. Né sous l'impulsion de Daniel Arasse, alors directeur de l'Institut français de Florence, il a connu vingt-trois éditions, de 1986 à 2008, sous la direction d'Aldo Tassone et Françoise Pieri.
Chaque édition donnait lieu à un concours avec remise de prix, une rétrospective annuelle faisant l'objet d'un catalogue monographique, ainsi que des conférences, des rencontres entre auteurs, critiques et professionnels du cinéma français et italien. En 1992, la rétrospective a été consacrée à Maurice Pialat qui a affirmé qu'elle était « la première monographie sérieuse jamais dédiée à son œuvre ».
Parmi les avis de critiques professionnels: 
1) "La traditionnelle rétrospective est assortie, comme toujours, d'un remarquable catalogue...un travail magnifique accompli depuis 23 ans par Françoise Pieri et Aldo Tassone. Ils ont fait rayonner le cinéma français avec autant de convivialité chaleureuse que d'érudition passionnée, et retissé durablement les liens distendus entre les cinémas de nos deux pays. [...] Pour le public comme pour les réalisateurs et acteurs français invités, ces Rencontres de Florence restent une très belle et très fructueuse aventure franco-italienne." (Marie-Noëlle Tranchant, Le Figaro, 4 novembre 2008).
2) "Festival précieux et savoureux, France-Cinéma, inventé et dirigé par Aldo Tassone et Françoise Pieri, a eu une fonction très importante: il a su garder vivants les rapports cinématographiques avec la France au sein d'un système distributif qui tend à laisser pour compte les produits non-américains, et surtout, il a vivifié la culture cinématographique française pénalisée par la présence agressive du cinéma anglophone, en y ajoutant des rétrospectives très belles et rares accompagnées d'une riche documentation." (Irene Bignardi, La Repubblica, 1er novembre 2008).
Parmi les invités français, le Festival a compté: Anouk Aimée, Fanny Ardant, Sabine Azéma, Stéphane Audran, Daniel Auteuil, Nathalie Baye, Jean Becker, Claude Berri, Juliette Binoche, Jane Birkin, Bernard et Bertrand Blier, Sandrine Bonnaire, Rachid Bouchareb, Alain Cavalier, Claude Chabrol, Jérôme Clément, Inès Clouzot, Alain Corneau, Philippe de Broca, Jacques Demy, Catherine Deneuve, Jacques Deray, Arnaud Desplechin, Michel Deville, Jacques Doillon, André Dussollier, Robert Enrico, Emmanuel Finkiel, Anne Fontaine, Florence Gabin, Nicole Garcia, Tony Gatlif, Daniel Gélin, José Giovanni, Bernard Giraudeau, Francis Girod, Isabelle Huppert, Otar Iosseliani, Pierre Jolivet, Gérard Jugnot, Nelly Kaplan, Marin Karmitz, Sandrine Kiberlain, Jeanne Labrune, Patrice Leconte, Philippe Le Guay, Claude Lelouch, Pierre Lescure, Philippe Lioret, Marceline Loridan, Louis Malle, Chiara Mastroianni, Claude Miller, Edouard Molinaro, Michèle Morgan, Philippe Noiret, Marcel Ophüls, Gérard Oury, Micheline Pialat, Michel Piccoli, Roger Planchon, Manuel Poirier, Bruno Podalydes, Roman Polanski, Georges Prêtre, Jean-Paul Rappeneau, Alain Resnais, Claude Rich, Emmanuelle Riva, Eric Rochant, Claude Sautet, Emmanuelle Seigner, Nicole Stéphane, Jean-Charles Tacchella, Alain Tanner, Bertrand Tavernier, André Téchiné, Danièle Thomson, Daniel Toscan du Plantier, Nadine et Marie Trintignant, Agnès Varda, Christian Vincent, Dominique Wallon.
Et parmi les invités italiens, on compte: Age-Scarpelli, Gianni Amelio, Francesca Archibugi, Solveig Anspach, Pupi Avati, Marco Bellocchio, Giulia Boschi, Anna Bonaiuto, Mario Bava, Franco Brusati, Margherita Buy, Fabio Carpi, Luciana Castellina, Sergio Castellitto, Liliana Cavani, Roberto Cicutto, Silvio Clementelli, Vittorio Cottafavi, Alessandro D'Alatri, Valerio de Paolis, Beppe de Santis, Vittorio de Seta, Giuliana De Sio, Riccardo Freda, Anna Galiena, Orazio Gavioli, Franco Giraldi, Massimo Girotti, Massimo Ghini, Carla Gravina, Emidio Greco, Alberto Lattuada, Sergio Leone, Fulvio Lucisano, Nino Manfredi, Citto Maselli, Giulietta Masina, Mario Monicelli, Giuliano Montaldo, Laura Morante, Maurizio Nichetti, Leo Pescarolo, Gillo Pontecorvo, Ruggero Raimondi, Francesco Rosi, Silvio Soldini, Sergio Staino, Giorgio Strehler, Antonio Tabucchi, Paolo et Vittorio Taviani, Giuseppe Tornatore, Luciano Tovoli, Walter Veltroni. 
Depuis 2009,  le festival France Cinéma continue désormais sous l'appellation  France Odeon, dirigé par Francesco Ranieri Martinotti, avec la prestigieuse collaboration d'Aldo Tassone.

## Éditions
- 1986
  - Rétrospective : Comédie à la française
- 1987
  - Rétrospective : Alain Cavalier
- 1988
  - Rétrospective : Louis Malle
- 1989
  - Rétrospective : Robert Bresson
- 1990
  - Rétrospective : Claude Sautet
- 1991
  - Rétrospective : Alain Resnais
- 1992
  - Rétrospective : Maurice Pialat
- 1993
  - Rétrospective : Max Ophüls
- 1994
  - Rétrospective : Jean-Pierre Melville
- 1995
  - Rétrospective : Co-productions Franco-Italiennes
- 1996
  - Rétrospective : Julien Duvivier
- 1997
  - Rétrospective : Claude Chabrol
  - Concours - Grand Prix : Je ne vois pas ce qu'on me trouve, réalisé par Christian Vincent
- 1998
  - Rétrospective : Henri-Georges Clouzot
  - Concours
    - Grand Prix : La Classe de neige, réalisé par Claude Miller
    - Prix spécial du Jury : Dis-moi que je rêve, réalisé par Claude Mouriéras
    - Prix Coup de cœur : La Patinoire, réalisé par Jean-Philippe Toussaint ; et Dieu seul me voit, réalisé par Bruno Podalydès
    - Prix du Public : Dis-moi que je rêve, réalisé par Claude Mouriéras
- 1999
  - Rétrospective : Bertrand Tavernier
  - Concours
    - Grand Prix : Haut les cœurs !, réalisé par Sólveig Anspach
    - Prix spécial du Jury : Un spécialiste, portrait d'un criminel moderne, réalisé par Eyal Sivan et Rony Brauman
    - Prix meilleur premier film : Voyages, réalisé par Emmanuel Finkiel
    - Prix du Public : Haut les coeurs !, réalisé par Sólveig Anspach
    - Prix Sergio Leone : Sabine Azéma
- 2000
  - Rétrospective : Jacques Becker
  - Concours
    - Grand Prix : Sauve-moi, réalisé par Christian Vincent
    - Prix meilleur premier film : Kennedy et moi, réalisé par Sam Karmann ; et  Origine contrôlée, réalisé par Zakia Tahri et Ahmed Bouchaala
    - Prix Sergio Leone : Daniel Auteuil
- 2001
  - Rétrospective : Jean Renoir
  - Concours
    - Grand Prix : Les blessures assassines, réalisé par Jean-Pierre Denis ; et Trois huit, réalisé par Philippe Le Guay
    - Mention spéciale : Betty Fisher et autres histoires, réalisé par Claude Miller ; et Little Senegal, réalisé par Rachid Bouchareb
- 2002
  - Rétrospective : Nouvelle Vague
- 2003
  - Rétrospective : Noir à la française
- 2004
  - Rétrospective : François Truffaut
- 2005
  - Rétrospective : Éric Rohmer
  - Concours
    - Grand Prix : L'Équipier, réalisé par Philippe Lioret
    - Prix d'honneur : Alain Cavalier
    - Prix de la 20e édition : Alain Cavalier
- 2006
  - Rétrospective : Philippe Noiret
- 2007
  - Rétrospective : Louis Malle
- 2008
  - Rétrospective : Marcel Carné et Jacques Prévert
  - Concours
    - Prix Sergio Leone : Arnaud Desplechin
    - Prix d'honneur : Marco Bellocchio